# 普魯德尼克河 (奧索布洛加河支流)
50°17′54″N 17°44′51″E / 50.29842°N 17.74751°E

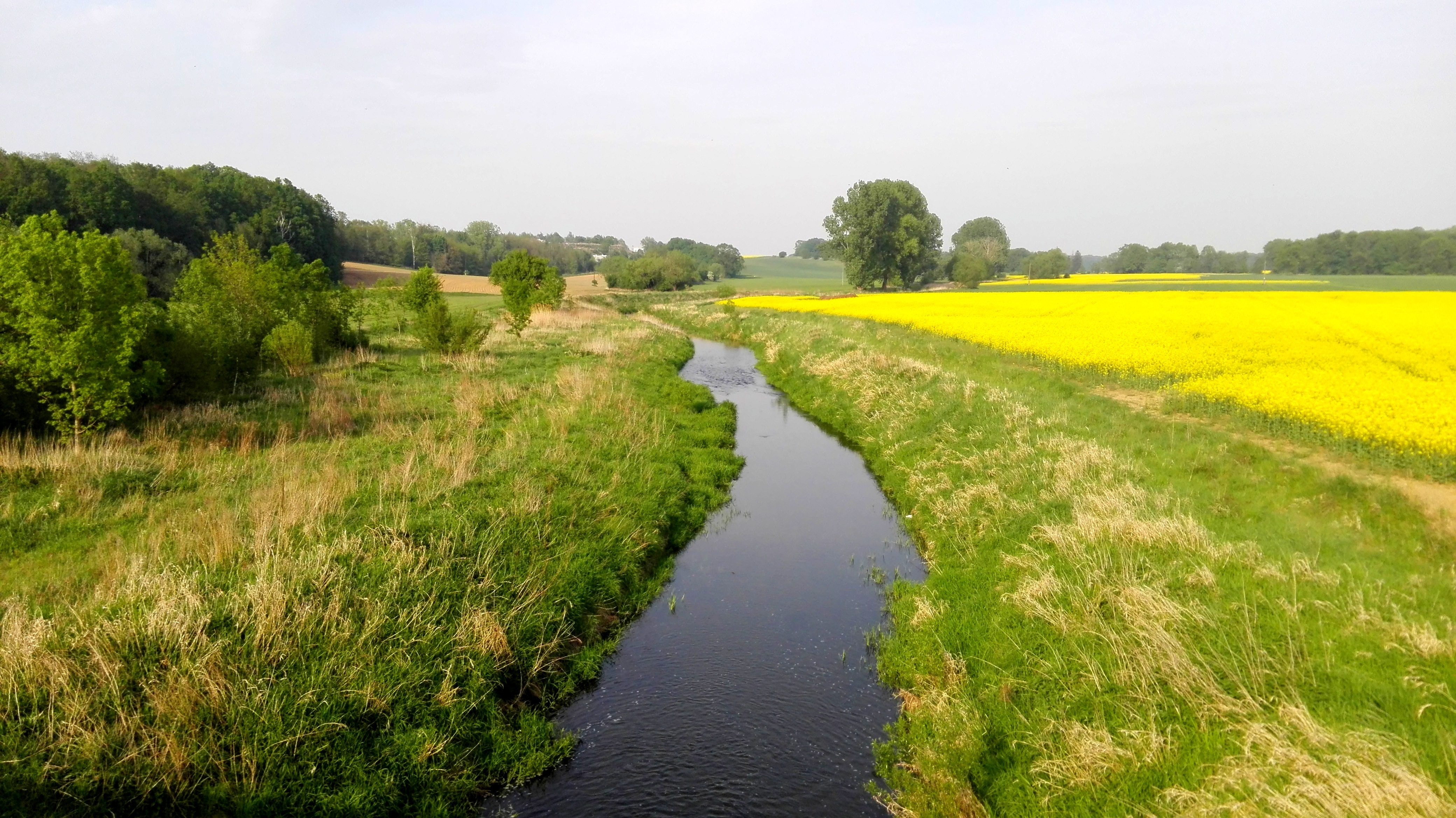

普魯德尼克河是東歐的河流，流經捷克和波蘭，屬於奧索布洛加河的支流，河道全長36,07公里，流域面積260平方公里，河畔城鎮有普魯德尼克。